# Matthias von Fistenberg
Matthias von Fistenberg, znany także jako Matthew Green (ur. 24 kwietnia 1974 w Warszawie) – polsko–amerykański aktor gejowskich filmów pornograficznych, reżyser,  producent, scenarzysta, model erotyczny i były producent muzyki klasycznej.
Pseudonim „Matthias” to angielski odpowiednik jego prawdziwego imienia Maciej, a „von Fistenberg” nawiązuje zarówno do belgijsko–amerykańskiej projektantki mody Diane von Fürstenberg, jak i do fetyszu związanego z fistingiem. Von Fistenberg określił siebie „współczesnym Markizem de Sade”.

## Życiorys
Urodził się i wychował w Warszawie, gdzie ukończył IX Liceum Ogólnokształcące im. Klementyny Hoffmanowej i studiował w Warszawskiej Wyższej Szkole Biznesu. 
W wieku 26 lat pod pseudonimem Matthew Green po raz pierwszy wziął udział w scenie seksu jako aktyw w brytyjskiej gejowskiej produkcji porno Sports & Recreation Video The White Room (2000). W 2005 został współzałożycielem, współwłaścicielem i prezesem wytwórni Dark Alley Media (DAM), gdzie w latach 2005–2019 był reżyserem większości produkcji. Jego pierwszy film Dark Alley Media Mutiny (2005) zdobył nagrodę GayVN Award za najlepsze wydanie specjalne (Extreme). We wrześniu 2006 jego zdjęcia zostały opublikowane w magazynie gejowskim „Honcho”. Był producentem horroru Bruce’a LaBruce’a L.A. Zombie (2010).

## Nagrody i nominacje
| Rok  | Nagroda      | Kategoria                             | Film             | Rezultat  |
| ---- | ------------ | ------------------------------------- | ---------------- | --------- |
| 2006 | GayVN Award  | Najlepsze wydanie specjalne (Extreme) | Mutiny (2005)    | Wygrana   |
| 2007 | Grabby Award | Najlepszy scenariusz                  | The Show (2006)  | Nominacja |
| 2007 | GayVN Award  | Najlepszy scenariusz                  | The Show (2006)  | Nominacja |
| 2008 | GayVN Award  | Najlepszy scenariusz                  | Gaytanamo (2007) | Nominacja |
| 2008 | GayVN Award  | Najlepsza fotografia                  | Passio (2007)    | Nominacja |